# 诹访市原田泰治美术馆

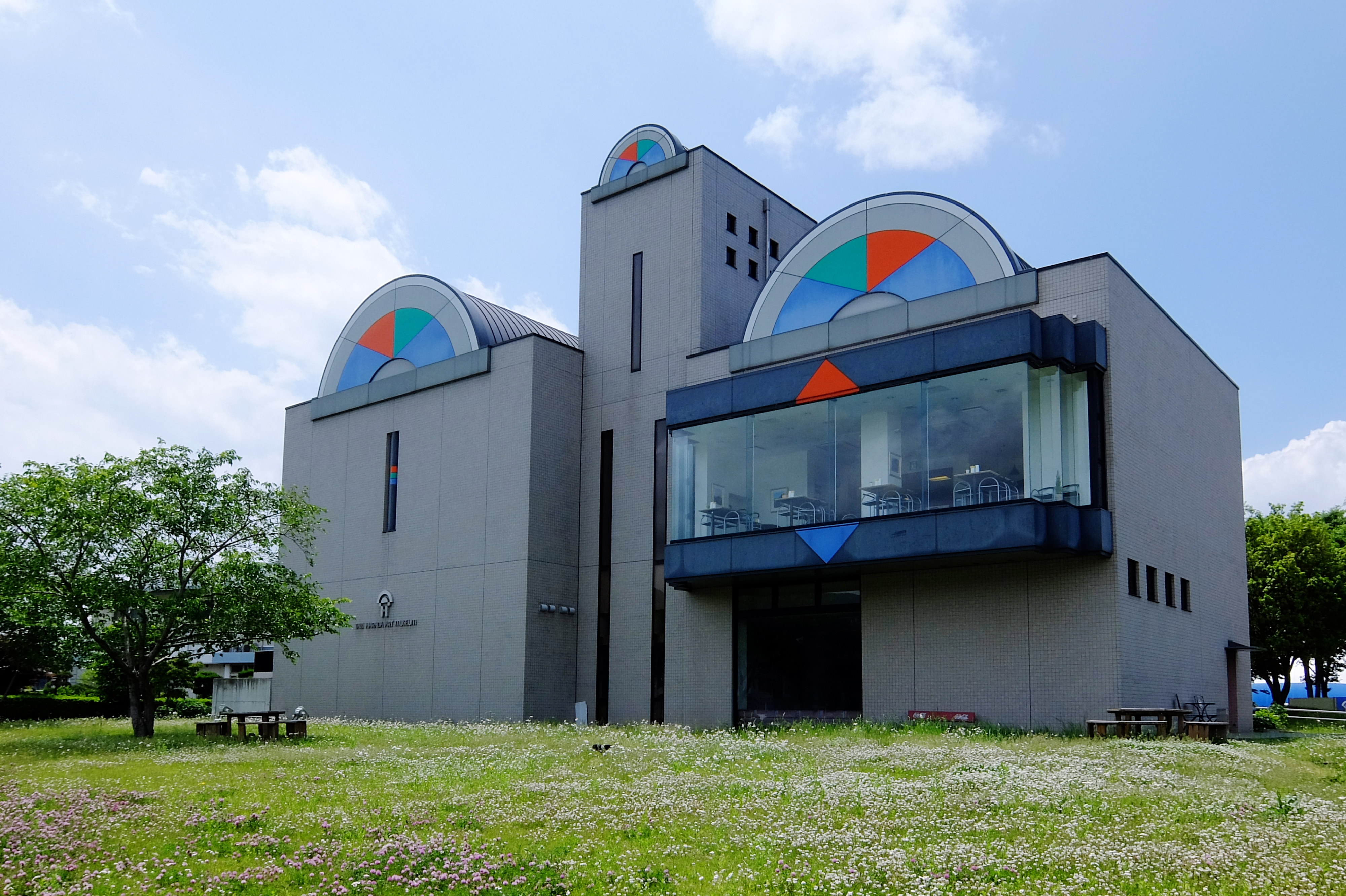
诹访市原田泰治美术馆

诹访市原田泰治美术馆（日语：諏訪市原田泰治美術館）是一座位于日本长野县诹访市的博物馆。

## 历史
1998年建成开馆，位于诹访湖东南岸，以日本画家原田泰治名字命名。因原田泰治幼年时患有小儿麻痹症行动困难，美术馆内特意考虑为残障人士提供轮椅，三维立体图片和盲文书籍及绘画。

## 营业时间
- 周二至周日：上午九点至下午五点
- 周一闭馆

## 交通
中央本線上诹访站
中央自動車道诹访IC (长野县)